# Phytocoris conspurcatus
Phytocoris conspurcatus är en insektsart som beskrevs av Knight 1920. Phytocoris conspurcatus ingår i släktet Phytocoris och familjen ängsskinnbaggar. Inga underarter finns listade i Catalogue of Life.